# تایشوو
تایشوو (انگلیسی: Taishevo) یک شهرک در شهرستان گافوریسکی استان باشقیرستان کشور روسیه است.